# Аббас Киаростами
Аббас Киаростами е ирански филмов режисьор, продуцент, фотограф, поет, художник и сценарист. Част е от иранската нова вълна. 

## Биография
Роден е на 22 юни 1940 г. в Техеран, Иран. Определян е като един от най-значимите съвременни режисьори и адмирации към неговите творби изразяват известни режисьори като Акира Куросава, Михаел Ханеке, Мартин Скорсезе, Жан-Люк Годар и Нано Морети.
Сред най-известните му филми са Едър план (1990), Вкусът на черешата (1997), който е носител на Златна палма, и Вятърът ще ни понесе (1999). Филмите му се отличават с използването на деца за протагонисти, близки кадри показващи лицата на актьорите, сюжети развиващи се в селска среда и сливането на документално кино с художествено.
Аббас Киаростами умира на 4 юли 2016 година в Париж.

## Избрана филмография
| година | филм                 | оригинално заглавие                          | бележки        |
| ------ | -------------------- | -------------------------------------------- | -------------- |
| 1990   | Едър план            | کلوزآپ ، نمای نزدیک / Klūzāp, nemā-ye nazdīk |                |
| 1997   | Вкусът на черешата   | طعم گيلاس / Ta'm-e gīlās                     | „Златна палма“ |
| 1999   | Вятърът ще ни понесе | باد ما را خواهد برد‎‎ / Bād mā rā khāhad bord  |                |